# Luifer Cuello
Luis Fernando Cuello Mera conocido artísticamente como Luifer Cuello (Valledupar, Cesar, 27 de julio de 1984) es un cantante, compositor, influencer y músico colombiano. Hace parte de la generación de músicos que conformaron la llamada Nueva Ola del Vallenato, cosechando éxitos al nivel nacional e internacional con su música. Siendo así el principal precursor y primer músico de dicha generación que da conocer este nuevo movimiento de la música vallenata. A su fanaticada se le denomina Luiferistas.

## Trayectoria musical
Creció en Valledupar como un niño bastante talentoso, demostrando su destreza con la flauta la cual utilizó para tocar canciones vallenatas, talento que lo hizo ganador de varios festivales. Entre la curiosidad por seguir aprendiendo Luifer practicaba percusión con un balde y su mamá al ver el interés de aprender le regaló una caja vallenata y así fue empezando como cajero en distintas agrupaciones a su corta edad. 
Después de salir del colegio se fue a estudiar a la ciudad de Bucaramanga, allí empezó a destacarse como cantante y cajero en distintas agrupaciones juveniles, trabajo que le sirvió para empezar a costear sus propios gastos y así poder ayudar a sus padres con la mensualidad que le giraban. 

### Con Manuel Julián Martínez
En el año 2003 se le dio la oportunidad de lanzar su primer sencillo musical, siendo la canción "Sin Tener Defensas", de la autoría de Kaleth Morales. Esta canción se posicionó a nivel local en las emisoras de radio en Valledupar. Ese mismo año, conformó una pareja musical junto a Manuel Julián Martínez, y el éxito del sencillo les permitió grabar su primer álbum titulado "La Nueva Ola", bajo el sello Codiscos, el cual fue lanzado en 2004. De este trabajo discográfico se destacaron canciones como "No Aguanta", "Cuando Estoy Con Ella", "Pin Pon Pan", "La Indiferencia", "Está Bueno", entre otras.
Este exitoso álbum lo llevó a ser galardonado como Artista Revelación del Año en los Premios Luna de 2004.
Luego de esta producción, Luifer y Manuel Julián continuaron su carrera en 2005 con el lanzamiento de "La Nueva Ola Con Más Fuerza", álbum que consolidó su propuesta musical y que funcionó como continuación del anterior. Canciones como "Vallenato Reggae", "La Chica Superpoderosa", "Colorín Colorado" y "Aquí Estás Conmigo" se posicionaron en los primeros lugares de las emisoras radiales a nivel nacional.
En 2006 lanzaron el álbum "Inigualables", continuando con el éxito obtenido hasta el momento. Canciones como "Quiero", "Lo Que Sea Por Verte", "Inolvidable" y "Tú La Tienes Que Pagar" repiten la hazaña de conversitse en éxitos a nivel nacional, consolidando a Cuello y a Manuel Julián como referentes de la nueva generación del vallenato, junto a artistas como Silvestre Dangond y Peter Manjarrés, quienes ese mismo año también figuraban entre los más populares y taquilleros del género.
En 2007, tras el éxito de Inigualables, se posicionaron como una de las principales agrupaciones del vallenato con el lanzamiento del álbum "Echao Pa' Lante" en diciembre del mismo año. Para 2008 promocionaron dicho compacto discográfico y Canciones como "A Chillar A Otra Parte", "Dime Si Me Quieres", "Echao Pa' Lante", "El Gusto", "Dile A Tu Papá" y "Pa' Los Chismosos" alcanzaron los primeros lugares en las listas radiales tanto a nivel nacional como internacional. Este trabajo fue aclamado por la crítica especializada por su calidad musical, lo que les permitió llevar su música por primera vez a Estados Unidos, donde lograron cautivar a la comunidad latina con su talento. 
En marzo de 2009 a pesar del éxito obtenido, deciden separarse, uniéndose Cuello con Saúl Lallemand y Martínez al proyecto de Los K Morales.

### Con Saúl Lallemand
Después de la separación Manuel Julián, Luifer Cuello se une al acordeonero Saúl Lallemand, en octubre lanzan el álbum "En El Mejor Momento"  bajo el sello Discos Fuentes, siendo hasta la fecha su álbum más exitoso, con este disco continuó en los primeros lugares de la radio nacional con éxitos como "Buscame", "Así Es Tu Amor" y "Soy De Ti", además de obtener Disco de Oro por ventas superiores a 11.500 copias en el territorio colombiano, tan solo una semana después de haber lanzado el compacto. Este éxito se vio reflejado también en las 3 nominaciones obtenidas en los Premios Nuestra Tierra de ese año, y a las 5 nominaciones obtenidas en los Premios Luna. Al año siguiente en el mes de abril a pesar del gran éxito cosechado con el álbum, deciden separarse de manera amistosa, en este punto Luifer Cuello asume las riendas como único dueño de su organización musical.

### Con JuanK Ricardo
Posterior a la separación con Lallemand, ese mismo año 2010 Luifer Cuello se unió a JuanK Ricardo, quien anteriormente había sido compañero de fórmula de Kaleth Morales y Los K Morales. En 2011, nuevamente bajo el sello Codiscos, lanzaron el álbum "Vamos a Querernos", del cual se destacaron canciones como "Voy Pa' Lante", "Zuaka De One", "Fantasía" y "Tú Me Enloqueces", las cuales lograron posicionarse nuevamente en los primeros lugares a nivel nacional.
Sin embargo, al año siguiente decidieron separarse, ya que Ricardo optó por integrarse nuevamente a Los K Morales, agrupación con la que había consolidado un proyecto exitoso en años anteriores. Tras esta separación, Cuello decidió retirarse del sello Codiscos para asumir el reto de continuar su carrera como artista independiente.

### Con Daniel Maestre
En 2012 se une a Daniel Maestre ya como artista independiente asum el reto de grabar nuevamente y lanza el álbum "Contundente". Este álbum siguió posicionándolo como uno de los artistas más importantes del género vallenato, el éxito "Me Enamoro Más De Ti" de la autoría del mismo Cuello, se posicionó en los primeros lugares de la radio a nivel nacional en las emisoras de corte vallenato y en 2013 fue condecorado por el Congreso De Colombia por su exitosa carrera musical.
En 2015 lanzan al mercado el álbum "Te Va A Gustá" del cual se destacaron canciones como "Te Amo Tanto" que hoy sobrepasa el millón de reproducciones en YouTube, "Bórrame Del Mapa", "El Suiche", entre otros. En 2016 Maestre se une al proyecto del artista Mono Zabaleta terminando así esta dupla que duró 3 años.

### Renacer & Uff Que Delicia
Después de finalizar la unión con Daniel Maestre, Luifer Cuello decide retomar su proyecto pero como artista solista, lanzando sencillos como "Quiero Beber", "Le Hace Falta Un Beso", "Ay Diosito", "Los Recuerdos De Mi Niñez" y "Mi Coqueta" los dos últimos obteniendo bastante éxito.
En 2019 lanza el álbum "Renacer" con el cual se posicionó nuevamente como unos de los artistas vallenatos del momento, "Volvamos" sencillo principal del álbum se colocó en el primer lugar en las principales emisoras de vallenato en Colombia, también se destacaron canciones como "Bandido", "Ve Y Esto Que" y "Te Falta Viaje" que también se posicionaron en las principales listas radiales de vallenato, además de obtener una nominación nuevamente a los Premios Luna de ese mismo año en la categoría Vallenato, y obtener la nominación a los recién creados premios Upar Awards que premian en exclusividad a todo el género vallenato.
Pese al éxito del álbum, la pandemia frenó muchos planes dentro de la carrera de Luifer Cuello, cancelando numerosos conciertos y promoción del mismo. Ese 2020 continuó lanzando sencillos como "La Mejor Mamá Del Mundo" en homenaje al día de las madres, y "Favorito" cover del éxito del artista Camilo. 
Dentro de esta pausa laboral, Cuello empezó a realizar videos de recetas de cocina por hobbie sin imaginar que a día de hoy, se convertiría en influencer culinario, su página @uffquedelicia acumula casi 2 millones de seguidores entre todas las plataformas y fue seleccionado para conducir el programa de televisión "Hagámoslo Rico" del canal Telecaribe.
En 2022 lanzó su sencillo "Ni Regalá" que sirvió para regresar a los conciertos multitudinarios teniendo alrededor de 60 conciertos a pesar del reciente levantamiento de las medidas sanitarias, esto se debió al éxito obtenido como influencer que en 2023 lo llevó a trabajar con marcas de gran renombre como Kellogg's, McCormick Company, Prime Video, IMUSA, entre otros. La música siguió el mismo camino lanzando "Una Salidita" que a día de hoy acumula más de 3 millones entre todas las plataformas digitales, además de más de tener más de 96 conciertos en todo el año, siendo uno de los artistas del género que más conciertos tuvo como en su época más exitosa.

### Vuelve con Manuel Julian - Mayo 2024
El 20 de mayo de 2024 marcó un hito significativo en la historia de la música vallenata con el anuncio de la unión musical entre el renombrado cantante Luifer Cuello y Manuel Julián Martínez. Este acontecimiento trajo consigo una ola de anticipación y emoción entre los fanáticos del género, recordando la época dorada de la "Nueva Ola del Vallenato".
Hace aproximadamente 15 años, Cuello y Martínez dejaron una huella imborrable en el panorama musical vallenato con su colaboración previa. Juntos, contribuyeron al resurgimiento y la revitalización de este estilo musical tan arraigado en la cultura colombiana. La combinación única de sus estilos vocales y su profundo entendimiento del ritmo y la poesía vallenata catapultó su música a la cima de la industria.
Con esta nueva asociación, se espera que ambos artistas continúen expandiendo los límites del vallenato, fusionando tradición con innovación y llevando su música a audiencias aún más amplias. Su regreso a los escenarios promete emocionantes colaboraciones, melodías cautivadoras y letras que resuenan con la esencia misma del vallenato.
La confirmación de la unión musical entre Luifer Cuello y Manuel Julián Martínez representa un emocionante capítulo en la evolución continua de este género musical venerado, y sin duda deja una marca indeleble en la rica historia del vallenato.

## Discografía
- La Nueva Ola (2003)-Manuel Julián Martínez
- La Nueva Ola Con Más Fuerza (2005)-Manuel Julián Martínez
- Inigualables (2006)-Manuel Julián Martínez
- Echao Pa' Lante (2007)-Manuel Julián Martínez
- En El Mejor Momento (2009)-Saúl Lallemand
- Vamos A Querernos (2011)-JuanK Ricardo
- Contundente (2012)-Daniel Maestre
- Te Va A Gustá (2015)-Daniel Maestre
- Renacer (2019)
- Tendencia (2024)-Manuel Julián Martínez

## Premios y reconocimientos
- Premios Luna 2004 (Ganador) - Cantante Revelación del Año.
- Premios Luna 2008 (Ganador) - Cantante Revelación del Año.
- Premios Nuestra Tierra 2009 (Nominado x3) - Mejor Artista solo o Grupo Vallenato del Año - Mejor canción del público ‘A chillar a otra parte’ - Mejor Ringtone – ‘A chillar a otra parte’.
- Premios Luna 2009 (Ganador x3) - Mejor Video Musical, Vallenato Con Mejor Proyección, Mejor Composición (Búscame)
- Disco de Oro por ventas del trabajo En El Mejor Momento.
- Condecoración (2013) - Grado de Caballero Por el Congreso de la República de Colombia por su aporte a la cultura
- Premios Videocontrol 2014 (nominado x5) - Mejor Artista Vallenato, Canción Internacional del año "Me Enamoro Más De Ti", Mejor Artista Colombiano, Artista Revelación Internacional, Artista Proyección Internacional.
- Premios Upar Awards 2020 (Nominado x2) - Album del año "Renacer", Mejor Manejo de Redes Sociales
- Premios Instafest 2023 (Ganador x2) - Premio A La Trayectoria Musical, Mejor Chef Influencer
- Premios Upar Awards 2024 (Nominado x2) - Mejor Agrupación Show En Vivo, Mejor Manejo de Redes Sociales
- Condecoración (2024) - Grado de Caballero Por el Congreso de la República de Colombia por sus 22 años de carrera